# Número leptônico
Em física de partículas, o número leptônico (historicamente chamado também de carga leptônica) é um número quântico conservado, que representa a diferença entre o número de léptons e o número de antiléptons em uma reação de partículas elementares. O número leptônico é um número quântico aditivo, de modo que sua soma seja preservada nas interações (ao contrário de números quânticos multiplicativos, como a paridade, na qual o produto é conservado). Matematicamente, o número leptônico {\displaystyle ~L~} é definido como:
{\displaystyle ~L=n_{\ell }-n_{\overline {\ell }}~,}
onde
- {\displaystyle ~n_{\ell }\quad } é o número de léptons e
- {\displaystyle ~n_{\overline {\ell }}\quad } é o número de antiléptons.

O número leptônico foi introduzido em 1953 para explicar a ausência de reações como
 
ν
 + 
n
 → 
p
 + 
e−
 
no experimento de neutrinos de Cowan–Reines, no qual se constatou, ao invés disso, a ocorrência de
 
ν
 + 
p
 → 
n
 + 
e+
 
Este processo, o decaimento beta inverso, conserva o número leptônico, já que o antineutrino reagente possui número leptônico −1, enquanto que o pósitron (antielétron) produzido também possui número leptônico −1.

## Conservação de sabor do elétron
Além do número leptônico, os números da família de léptons são definidos como
{\displaystyle ~L_{\mathrm {e} }~~} o número eletrônico, para o elétron e para o neutrino do elétron;
{\displaystyle ~L_{\mathrm {\mu } }~~} o número muônico, para o múon e para o neutrino do múon; e
{\displaystyle ~L_{\mathrm {\tau } }~~} o número tauônico, para o táuon e para o neutrino do tau.
Exemplos típicos de conservação de sabor leptônico são os decaimentos do múon
  
μ−
 → 
e−
 + 
ν
e + 
ν
μ  
e
  
μ+
 → 
e+
 + 
ν
e + 
ν
μ  
Nessas reações de decaimento, a criação de um elétron é acompanhada pela criação de antineutrino do elétron, e a criação de um pósitron é acompanhada pela criação de um neutrino do elétron. Da mesma forma, o decaimento de um múon negativo resulta na criação de um neutrino do múon, enquanto que um múon positivo (antimúon) produz um antineutrino do múon.
Finalmente, o decaimento fraco de um lépton em um lépton de massa menor sempre resulta na produção de um par neutrino-antineutrino:
  
τ−
 → 
μ−
 + 
ν
μ + 
ν
τ  
Um neutrino preserva o número leptônico do lépton pesado em decaimento (nesse caso, de um táuon produz um neutrino do tau residual), enquanto que um novo antineutrino é criado de modo a cancelar o número leptônico do novo lépton, mais leve, que substituiu o original (no caso, um antineutrino do múon com {\displaystyle ~L_{\mathrm {\mu } }=-1~} que cancela o número do múon, {\displaystyle ~L_{\mathrm {\mu } }=+1~}).

## Violações das leis de conservação do número leptônico
O sabor de lépton é aproximadamente conservado, destacando-se a não conservação no notório processo de oscilação de neutrinos. Contudo, o número leptônico total ainda é consevado no modelo padrão.
Muitas buscas para uma física além do modelo padrão são caracterizadas pela pesquisa de violações do número ou do sabor leptônico, como o decaimento hipotético.
  
μ−
 → 
e−
 + 
γ
  
Experimentos como MEGA e SINDRUM têm buscado por violação do número leptônico no decaimento de múons em elétrons.